# Paloma Barrientos
Paloma Barrientos  es una periodista española (10 de junio de 1959) vinculada a las noticias de sociedad y el corazón. Es habitual desde hace décadas en tertulias y programas de televisión y radio así como en periódicos y medios de comunicación digitales.

## Trayectoria profesional
Es licenciada en Ciencias de la Información y en Ciencias Políticas y Sociología por la Universidad Complutense de Madrid. A lo largo de su carrera profesional ha trabajado tanto en prensa escrita -en los semanarios de información general Tiempo de hoy (1983- 1995) y Tribuna de actualidad (1996- 1997)- como en radio, en los programas Protagonistas (1990) y La mañana, de COPE y Es la mañana de EsRadio, entre otros. En televisión ha colaborado en los programas Pasa la vida (1994- 1996), de TVE, La máquina de la verdad (1993), Día a día (1996- 2004), El programa de AR y Dolce vita de Telecinco, Tómbola (1997- 2004) y Tela marinera, de Canal 9 (España), amén de otros. Asimismo, ha desempeñado los cargos de directora y adjunta al director en Vanitatis.
Está casada con el periodista José María Alegre, con quien tiene dos hijos, Daniel y Julia, también periodista y escritora.

## Televisión
| Año                      | Título                  | Notas     | Cadena       |
| ------------------------ | ----------------------- | --------- | ------------ |
| 1994-1996                | Pasa la vida            | TVE       | Colaboradora |
| 1996-2004                | Día a día               | Telecinco | Colaboradora |
| 1997-2004                | Tómbola                 | Canal Nou | Colaboradora |
| 2005-2023, 2025-presente | El programa de Ana Rosa | Telecinco | Colaboradora |
| 2006-2007                | Sábado Dolce Vita       | Telecinco | Colaboradora |
| 2022-2023                | Cuatro al día           | Cuatro    | Colaboradora |
| 2022                     | Ya es verano            | Telecinco | Colaboradora |
| 2022-presente            | Fiesta                  | Telecinco | Colaboradora |
| 2023-2025                | Tardear                 | Telecinco | Colaboradora |
| 2023-presente            | Vamos a ver             | Telecinco | Colaboradora |

## Obras
Es autora de varios libros como:
- Los secretos de la infanta ¿Quién es realmente Cristina de Borbón? [3]
- Isabel Preysler, reina de corazones[4] (actualizado en 2024[5])
- Carmen Martínez-Bordiú. A Mi Manera[6]
- La Infanta invisible.[7]